# Argentine-Uruguay en rugby à XV
Cet article présente l'historique des confrontations entre l'équipe d'Argentine et l'équipe d'Uruguay en rugby à XV.
L'Argentine a remporté l'ensemble des 42 rencontres officielles[réf. nécessaire] jouées contre l'Uruguay.

## Les confrontations

### Confrontations officielles
| No | Date              | Lieu                                         | Match               | Score   | Compétition                           |
| -- | ----------------- | -------------------------------------------- | ------------------- | ------- | ------------------------------------- |
| 1  | 9 septembre 1951  | Buenos Aires — Argentine                     | Argentine – Uruguay | 62 – 0  | Championnat d'Amérique du Sud         |
| 2  | 15 octobre 1958   | Santiago — Chili                             | Argentine – Uruguay | 50 – 3  | Championnat d'Amérique du Sud         |
| 3  | 14 octobre 1961   | Montevideo — Uruguay                         | Uruguay – Argentine | 3 – 36  | Championnat d'Amérique du Sud         |
| 4  | 15 août 1964      | São Paulo — Brésil                           | Argentine – Uruguay | 25 – 6  | Championnat d'Amérique du Sud         |
| 5  | 27 septembre 1967 | Buenos Aires — Argentine                     | Argentine – Uruguay | 38 – 6  | Championnat d'Amérique du Sud         |
| 6  | 4 octobre 1969    | Santiago — Chili                             | Uruguay – Argentine | 6 – 41  | Championnat d'Amérique du Sud         |
| 7  | 17 octobre 1971   | Montevideo — Uruguay                         | Uruguay – Argentine | 6 – 55  | Championnat d'Amérique du Sud         |
| 8  | 16 octobre 1973   | São Paulo — Brésil                           | Argentine – Uruguay | 55 – 0  | Championnat d'Amérique du Sud         |
| 9  | 21 septembre 1975 | Asuncion — Paraguay                          | Argentine – Uruguay | 30 – 15 | Championnat d'Amérique du Sud         |
| 10 | 23 octobre 1977   | San Miguel de Tucumán — Argentine            | Argentine – Uruguay | 70 – 0  | Championnat d'Amérique du Sud         |
| 11 | 4 octobre 1979    | Santiago — Chili                             | Argentine – Uruguay | 19 – 16 | Championnat d'Amérique du Sud         |
| 12 | 23 juillet 1983   | Buenos Aires — Argentine                     | Argentine – Uruguay | 29 – 6  | Championnat d'Amérique du Sud         |
| 13 | 17 septembre 1985 | Asuncion — Paraguay                          | Argentine – Uruguay | 63 – 16 | Championnat d'Amérique du Sud         |
| 14 | 3 mai 1987        | Parque Central, Montevideo — Uruguay         | Uruguay – Argentine | 3 – 38  | Test match                            |
| 15 | 27 septembre 1987 | Santiago — Chili                             | Argentine – Uruguay | 41 – 21 | Championnat d'Amérique du Sud         |
| 16 | 14 octobre 1989   | Montevideo — Uruguay                         | Uruguay – Argentine | 14 – 34 | Championnat d'Amérique du Sud         |
| 17 | 21 septembre 1991 | Buenos Aires — Argentine                     | Argentine – Uruguay | 32 – 9  | Championnat d'Amérique du Sud         |
| 18 | 23 octobre 1993   | Montevideo — Uruguay                         | Uruguay – Argentine | 10 – 19 | Championnat d'Amérique du Sud         |
| 19 | 4 mars 1995       | Buenos Aires — Argentine                     | Argentine – Uruguay | 44 – 3  | Test match                            |
| 20 | 8 octobre 1995    | Posadas — Argentine                          | Argentine – Uruguay | 52 – 37 | Championnat d'Amérique du Sud         |
| 21 | 8 juin 1996       | Montevideo — Uruguay                         | Uruguay – Argentine | 18 – 37 | Test match                            |
| 22 | 18 septembre 1996 | Hamilton — Canada                            | Argentine – Uruguay | 54 – 20 | Test match                            |
| 23 | 27 septembre 1997 | Montevideo — Uruguay                         | Uruguay – Argentine | 17 – 56 | Championnat d'Amérique du Sud         |
| 24 | 18 août 1998      | Buenos Aires — Argentine                     | Argentine – Uruguay | 55 – 0  | Test match                            |
| 25 | 17 octobre 1998   | Buenos Aires — Argentine                     | Argentine – Uruguay | 30 – 14 | Championnat d'Amérique du Sud         |
| 26 | 24 novembre 2001  | Buenos Aires — Argentine                     | Argentine – Uruguay | 63 – 7  | Championnat d'Amérique du Sud         |
| 27 | 24 novembre 2002  | Mendoza — Argentine                          | Argentine – Uruguay | 35 – 21 | Championnat d'Amérique du Sud         |
| 28 | 3 mai 2003        | Montevideo — Uruguay                         | Uruguay – Argentine | 0 – 32  | Championnat d'Amérique du Sud         |
| 29 | 27 août 2003      | Buenos Aires — Argentine                     | Argentine – Uruguay | 57 – 0  | Test match                            |
| 30 | 28 avril 2004     | Santiago — Chili                             | Argentine – Uruguay | 69 – 10 | Championnat d'Amérique du Sud         |
| 31 | 15 mai 2005       | Buenos Aires — Argentine                     | Argentine – Uruguay | 27 – 21 | Championnat d'Amérique du Sud         |
| 32 | 8 juillet 2006    | Buenos Aires — Argentine                     | Argentine – Uruguay | 26 – 0  | Championnat d'Amérique du Sud         |
| 33 | 31 mai 2008       | Estadio Charrúa, Montevideo — Uruguay        | Uruguay – Argentine | 8 – 43  | Championnat d'Amérique du Sud         |
| 34 | 23 mai 2009       | Estadio Charrúa, Montevideo — Uruguay        | Uruguay – Argentine | 9 – 33  | Championnat d'Amérique du Sud         |
| 35 | 21 mai 2010       | Parque Mahuida (es), Santiago — Chili        | Argentine – Uruguay | 38 – 0  | Championnat d'Amérique du Sud         |
| 36 | 25 mai 2011       | Tacuru Social Club (es), Posadas — Argentine | Argentine – Uruguay | 75 – 14 | Championnat d'Amérique du Sud         |
| 37 | 20 mai 2012       | Parque Mahuida, Santiago — Chili             | Argentine – Uruguay | 40 – 5  | Championnat d'Amérique du Sud         |
| 38 | 27 avril 2013     | Estadio Charrúa, Montevideo — Uruguay        | Uruguay – Argentine | 18 – 29 | Qualifications pour la Coupe du monde |
| 39 | 17 mai 2014       | Paysandú — Uruguay                           | Uruguay – Argentine | 9 – 65  | Championnat d'Amérique du Sud         |
| 40 | 16 mai 2015       | Montevideo — Uruguay                         | Uruguay – Argentine | 14 – 36 | Championnat d'Amérique du Sud         |
| 41 | 20 février 2016   | Campo municipal, Punta del Este — Uruguay    | Uruguay – Argentine | 21 – 24 | Americas Rugby Championship           |
| 42 | 28 mai 2016       | Colonia del Sacramento — Uruguay             | Uruguay – Argentine | 8 – 18  | Championnat d'Amérique du Sud         |

### Confrontations non-officielles
| No | Date              | Lieu                                            | Match                  | Score   | Compétition                           |
| -- | ----------------- | ----------------------------------------------- | ---------------------- | ------- | ------------------------------------- |
| —  | 18 novembre 2000  | Carrasco Polo Club, Montevideo — Uruguay        | Uruguay – Argentine A  | 19 – 29 | Championnat d'Amérique du Sud         |
| —  | 1er août 2015     | Montevideo — Uruguay                            | Uruguay – Argentine XV | 30 – 26 | Test match                            |
| —  | 11 février 2017   | Club Villa Mitre, Bahía Blanca — Argentine      | Argentine XV – Uruguay | 57 – 12 | Americas Rugby Championship           |
| —  | 29 septembre 2017 | Estadio Alberto Supi, Montevideo — Uruguay      | Uruguay – Argentine XV | 33 – 38 | Qualifications pour la Coupe du monde |
| —  | 17 février 2018   | Estadio Domingo, Maldonado — Uruguay            | Uruguay – Argentine XV | 17 – 34 | Americas Rugby Championship           |
| —  | 10 juin 2018      | Parque Artigas (es), Las Piedras — Uruguay      | Uruguay – Argentine XV | 26 – 20 | Coupe des nations                     |
| —  | 23 février 2019   | Stade José-Amalfitani, Buenos Aires — Argentine | Argentine XV – Uruguay | 35 – 10 | Americas Rugby Championship           |
| —  | 15 juin 2019      | Estadio Charrúa, Montevideo — Uruguay           | Uruguay – Argentine XV | 28 – 15 | Coupe des nations                     |